# Dolose Handlung
Der Begriff dolose Handlungen (nach lateinisch dolosus ‚arglistig, trügerisch‘) fasst in der Fachsprache des Wirtschaftsprüfers Bilanzmanipulationen, Untreue, Unterschlagung und alle anderen zum Schaden des Unternehmens vorsätzlich durchgeführten Handlungen zusammen.

## Charakteristische Merkmale
Relevante Tatbestände wie Diebstahl (§ 242 bis § 244, § 247 und § 248a StGB), Betrug und Untreue (§ 263 bis § 266 StGB), Unterschlagung (§ 246 bis § 247 StGB) sowie Urkundenfälschung (§ 267, § 268, § 271 bis § 275, § 277 bis § 279 und § 281 StGB) werden als dolose Handlungen bezeichnet. Im letzten Jahrzehnt ist jedoch mit der Computerkriminalität eine Erscheinungsform hinzugetreten, die durch die fortschreitende Technologisierung im Bereich der Informationsverarbeitung begünstigt wurde und ein noch nicht abzusehendes Potential an Möglichkeiten zur Begehung von Straftaten bietet.
Der Mitarbeiter, der eine dolose Handlung begeht, muss sich zum Zeitpunkt des Delikts darüber im Klaren sein, dass er gegen Gesetze und/oder interne Regelungen verstößt. Die durch sein Verhalten ausgelösten Konsequenzen (Schaden für das Unternehmen oder Dritte) müssen vorsätzlich oder zumindest grob fahrlässig in Kauf genommen worden sein.
In der Revisionspraxis ist jedoch häufig nicht mit letzter Sicherheit festzustellen, ob es sich um bewusste Handlungen oder unbeabsichtigtes Fehlverhalten handelt. Vielfach werden Straftäter ihre kriminellen Vorgänge mit ordnungsgemäßen Handlungen vermischen, um die Aufdeckung zu verhindern (Grauzone).

## Gesetzliche Grundlagen
Die Geschäftsführung eines Unternehmens, seine Interne Revision und die Abschlussprüfer sind in zunehmendem Maße gefordert, eine aktive Rolle bei der Vorbeugung und der Aufdeckung doloser Handlungen im Unternehmen einzunehmen. Dies spiegelt sich unter anderem in der Verfeinerung existierender und dem Inkrafttreten neuer umfangreicher Standards, Gesetze und Vorschriften wider:
- Gesetz zur Kontrolle und Transparenz im Unternehmensbereich (KonTraG) vom März 1998
- Gesetz zur weiteren Reform des Aktien- und Bilanzrechts, zu Transparenz und Publizität (TransPuG) vom Juli 2002
- Deutscher Corporate Governance Kodex vom Mai 2003
- SAS 99 Consideration of Fraud in a Financial Statement Audit vom Oktober 2002
- IDW PS 210 „Zur Aufdeckung von Unregelmäßigkeiten im Rahmen der Abschlussprüfung“ vom Mai 2003
- Sarbanes-Oxley Act of 2002 vom Januar 2002
- ISA 240 The Auditor’s Responsibility to Consider Fraud in an Audit of Financial Statements vom Februar 2004.

## Entwicklung
In Deutschland trat 2004 das Gesetz zur Kontrolle von Unternehmensabschlüssen (Bilanz-Kontrollgesetz, BilKoG) sowie 2005 das Gesetz zur Unternehmensintegrität und Modernisierung des Anfechtungsrechts (UMAG) in Kraft. Wesentlicher Bestandteil dieser Regulierungen ist das Bestreben, das Auftreten von dolosen Handlungen zu reduzieren sowie Verantwortlichkeiten zu deren Verhinderung zu konkretisieren.
Das Vorkommen doloser Handlungen soll unter anderem dadurch verringert werden, dass die Wahrscheinlichkeit, dolose Handlungen zu entdecken, erhöht wird. Damit steigt das Risiko für die Täter, entdeckt zu werden. In größeren Unternehmen werden Anti Fraud Management Systeme installiert, die solche Handlungen verhindern und aufdecken sollen.
Einige Wirtschaftsprüfungsgesellschaften und auch andere Dienstleister verfügen über spezielle Abteilungen, die sich mit dieser Thematik beschäftigen. Dazu werden spezielle Tools zur Aufdeckung bzw. Investigation von Fraud eingesetzt.